# Mark Briscoe
Pour les articles homonymes, voir Pugh et Briscoe.
Mark Pugh (né le 17 janvier 1985 à Laurel (Delaware)) est un catcheur (lutteur professionnel) américain. Il travaille actuellement à la All Elite Wrestling et la Ring of Honor, sous le nom de Mark Briscoe.

## Carrière

### Débuts
Son frère le convertit au catch. Lors de ses études il fait partie avec son frère de l'équipe de lutte du lycée. Ses premiers contacts avec le monde du catch se font avec la East Coast Wrestling Association (ECWA) : leur mère Janna fait la course aux tickets pour tous les événements du catch, le promoteur de la ECWA s'approche de Janna et lui demande une cassette de ses fils. C'est comme ça que les Briscoe sont entrés dans la ECWA, le 20 mai 2000 sous leurs noms de catcheur Jay et Mark Briscoe.

### Combat Zone Wrestling
Jay & Mark Briscoe font leurs débuts à la Combat Zone Wrestling (CZW) le 20 janvier 2001 lors du Delaware Invasion, en prenant part dans un three-on-one handicap match contre Trent Acid. A Best of the Best, un show de la CZW où des catcheurs junior heavyweight sont opposés dans des hardcore matches, ils passent le premier tour dans un three-way match avec Nick Mondo où celui qui touche le sol est éliminé. Dans le second tour Jay remporte son match.
Après avoir perdu une occasion pour le titre Tag Team à Breakaway Brawl et à A New Beginning, Jay et Mark remportent le titre CZW Tag Team Championship le 14 juillet 2001. Lors de leur premier match pour défendre le titre, ils le perdent face à Johnny Kashmere et Justice Pain le 28 juillet 2001 à What About Lobo? Mark désire arrêter le catch, mais Jay continue sa carrière en solo, et fait face à Justice Pain pour le titre de CZW Heavyweight Championship à September Slam le 8 septembre, et il perd son match.
Le 15 décembre 2002 à Cage of Death 3, il rencontre Nick Gage et Nate Hatred. Son frère Jay à 17 et lui seulement 16 ans, et comme cela est interdit en Pennsylvanie, ils ne peuvent pas catcher. Comme la CZW a plusieurs shows à Philadelphie, The Briscoe se cachent sous des masques en se faisant passer pour the Midnight Outlaws. Jay et Mark reviennent le 12 avril 2003, à Best of the Best 3. Après une attaque durant le tournoi A.J. Styles, Jay passe en demi-finales, où il perd face à B-Boy. En équipe ils font face à the Backseat Boyz pour le titre de CZW World Tag Team Championship à Truth or Consequences le 14 juin. Lors de Status Up : Fantastic, il bat Ryan Eagles.

### Jersey All-Pro Wrestling
The Brothers font leurs entrées à Jersey All-Pro Wrestling (JAPW), dans l'arène de la ECW, le 24 mars 2001 à March Madness Night 2, ils perdent face à Insane Dragon & Dixie. En 2001, ils affrontent : Insane Dragon & Dixie.

### Ring of Honor (2002-2004)
The Briscoe Brothers catchent pour Ring of Honor. Jay catche pour la première fois face à Amazing Red et perd le match. Jay catche pendant 4 show, contre Spanky, Tony Mamaluke, Doug Williams, et James Maritato. à Honor Invades Boston, il bat son frère. Jay bat le ROH Champion Xavier à Glory By Honor dans un match sans le titre. A the First Anniversary Show, Jay bat Mark. Mark n'a pas quitté Prophecy, mais ils reforment une équipe.
The Briscoes en 2003 rencontrent A.J. Styles et Amazing Red, les tenants du titre ROH Tag Team Championship, ils perdent un match avec titre en jeu à Night of Champions. The Brothers prennent part au gauntlet match à Glory By Honor 2. Ensuite ils passent dans d'autres promotions du circuit indépendant comme la Pro Wrestling Guerilla et la Pro Wrestling Unplugged.
The Briscoe Brothers sont de retour à ROH au Fourth Anniversary Show, et rencontrent Tony Mamaluke & Sal Rinauro et Jason Blade & Kid Mikaze. Ils remportent leur match de retour. re-debut

### Full Impact Pro
The Briscoe Brothers travaillent aussi beaucoup pour la petite sœur de la ROH, Full Impact Pro (FIP), en 2006. Ils remportent le FIP Tag Team Championship face à The Heartbreak Express.

### Pro Wrestling NOAH
The Briscoe Brothers partent en 2007 avec la Pro Wrestling NOAH au Japon, ils remportent le GHC Junior Heavyweight Tag Team Championship le 7 janvier 2007 face à Takashi Sugiura et Yoshinobu Kanemaru. Seulement deux semaines plus tard ils perdent leur titre face à Ricky Marvin et Kotaro Suzuki. Ils reviennent ensuite pour 3 shows en juillet, en rencontrant KENTA & Taiji Ishimori (match draw), dans le second match ils font équipe avec Nigel McGuinness et battent Takuma Sano, Takashi Sugiura, & Tsutomu Hirayanagi, et dans le troisième ils perdent avec McGuinness contre Mitsuharu Misawa (propriétaire de la NOAH), Yoshinari Ogawa, & Ricky Marvin.

### Retour à la Ring of Honor (2006-...)

#### Retour des Briscoes et multiples règnes par équipe (2006-2019)
Les Briscoes effectuent leur retour lors du 4e anniversaire de la ROH en 2006. 
Le 24 février 2007, ils battent Christopher Daniels et Matt Sydal et remportent les ROH World Tag Team Championship pour la troisième fois. Le 3 mars, ils perdent les titres contre Narukui Doi et Shingo. Le 30 mars 2007 lors de All-Star Extravaganza III, ils récupèrent les titres contre Doi et Shingo. Le 30 décembre 2007 lors de Final Battle, ils perdent les titres contre The Age of the Fall.
Le 12 avril 2008, ils battent No Remorse Corps et remportent les ROH World Tag Team Championship. Ils perdent les titres le 10 mai à cause d'une blessure de Mark. Lors de Final Battle (2009), ils battent The American Wolves (Davey Richards et Eddie Edwards) et remportent les ROH World Tag Team Championship pour la sixième fois. Ils perdent les titres le 3 avril 2010 contre The Kings of Wrestling.
Lors du show du 13 novembre 2010, il bat Andy Ridge. Lors du show du 3 janvier, il perd contre Eddie Edwards et ne remporte pas le ROH World Television Championship. Lors de Revolution Canada, lui et Jay perdent contre Wrestling Greatest Tag Team et ne remporte pas le World Tag Team Championship. Lors de American Wolves vs House of Thruth, lui et Jay perdent contre the Bravado Brothers. Lors de in Charlotte, il perd contre Kenny King. Lors de Survival of the Fittest, il perd contre Michael Elgin dans un match qui comprenait Eddie Edwards, Jay Briscoe, Kyle O'Reilly et Roderick Strong. Lors de Glory By Honor, Jey et lui perdent contre Jimmy Jacobs et Steve Corino et ne remportent pas les ROH Tag Team Championship. Lors du ROH on SBG du 13 avril, il bat BJ Whitmer, Caprice Coleman, Cedric Alexander et Mike Mondo pour devenir challenger n°1 au ROH Television Championship. lors de Border Wars 2013 il perd contre Matt Taven est ne remporte pas le ROH World Television Championship. Lors de Supercard Of Honor VII, BJ Whitmer, Caprice Coleman, Cedric Alexander, Mike Mondo et lui perdent contre SCUM (Cliff Compton, Jimmy Jacobs, Jimmy Rave, Rhett Titus et Rhino). Lors de Border Wars 2013, il perd contre Matt Taven et ne remporte pas le ROH World Television Championship. Lors de Best in the World 2013 il perd contre son frère Jay Briscoe et ne remporte pas le ROH World Championship.
Lors de 12th Anniversary Show, il fait équipe avec Adam Page et Cedric Alexander et ensemble ils perdent contre The Decade (Jimmy Jacobs, Roderick Strong et B.J. Whitmer). Le 17 mai, lors de War of the Worlds (2014), lui et son frère perdent contre Docs Gallows et Karl Anderson et ne remportent pas les IWGP Tag Team Championship. Le 22 juin à Best in the World (2014), ils battent Mike Bennett et Matt Hardy dans un No Disqualification match. Le 15 août, lors de Field of Honor (2014), il bat Watanabe. Le 7 décembre, lors de Final Battle (2014), il perd dans un Four Corners Survival match contre Caprice Coleman, Jimmy Jacobs et Hanson, match remporté par ce dernier. Le 1er mars, il perd contre Moose. Le 19 juin, lors de Best in the World (2015), il bat Donovan Dijak. Le 18 septembre, à All Star Extravaganza VII, lui et son frère perdent contre The All Night Express (Kenny King & Rhett Titus), Kenny King faisant son retour au sein de la fédération. Au cours de Final Battle 2015, le 18 décembre, ils perdent contre The Young Bucks et les All Night Express (Rhett Titus et Kenny King) et ne deviennent pas challengers pour les titres par équipe de la ROH.
Lors de ROH 15th Anniversary Show, ils font équipes avec Bully Ray et battent War Machine (Hanson et Raymond Rowe) et Davey Boy Smith, Jr.,. Le 11 mars, ils battent The Kingdom (Matt Taven et Vinny Marseglia) et Silas Young et remportent les ROH World Six-Man Tag Team Championship. Lors de Supercard of Honor XI, ils conservent les titres contre Bullet Club (Hangman Page, Tama Tonga et Tanga Roa). Lors de la deuxième nuit de la tournée War of the Worlds, ils conservent les titres contre Los Ingobernables de Japón (Bushi, Evil et Sanada).
Lors de la troisième nuit, ils conservent les titres contre Chaos (Baretta, Hirooki Goto et Rocky Romero). Lors de Best in the World 2017, ils perdent les titres contre Dalton Castle et The Boys.
Le 16 août lors de ROH Re-United, ils perdent avec Punishment Martinez contre Marty Scurll et les Young Bucks. Le 18 août lors de ROH Honor Re-United Day 2, ils battent Jody Fleisch & Jonny Storm. Le 19 août lors de ROH Honor Re-United Day 3, Mark Briscoe perd par disqualification face à Christopher Daniels.
Le 28 septembre lors de ROH Death Before Dishonor, Jay & Mark Briscoe conservent les titres par équipe de la ROH en battant Frankie Kazarian & Christopher Daniels. Le 12 octobre lors de ROH Glory By Honor XVI - Night 1, ils battent Beer City Cruiser et Brian Milonas. Le 14 octobre lors de l'enregistrement de la deuxième nuit de Glory By Honor XVI, ils perdent leurs titres par équipe de la ROH au cours d'un Three Way tag team match impliquant The Young Bucks et Frankie Kazarian & Christopher Daniels au profit de ces derniers. Le 11 novembre lors du quatrième jour de ROH/NJPW Global Wars, ils battent EVIL & SANADA.
Le 14 décembre lors de ROH Final Battle 2018, ils battent Kazarian & Scorpio Sky et les Young Bucks au cours d'un triple threat tag team ladder match et remportent les ROH World Tag Team Championship pour la dixième fois. Ils perdent les titres contre The Villain Enterprise le 15 mars 2019 lors des 17 ans de la ROH. Ils remportent les titres par équipe de la ROH pour la 11e fois le 20 juillet 2019 lors de Manhattan Mayhem en battant The Guerrillas of Destiny au cours d'un Street Fight. Le 13 décembre 2019 lors de Final Battle, ils perdent les titres contre Jonathan Gresham & Jay Lethal.

#### Alliance avec PCO (2020)
Lors de l'épisode de ROH TV du 4 décembre 2020, PCO est annoncé par Mark Briscoe comme son nouveau partenaire par équipe(Jay étant en rivalité avec EC3 à ce moment-là), les deux hommes lançant un défi aux champions par équipe de la ROH. Le 18 décembre lors de Final Battle, PCO et Briscoe perdent contre Jay Lethal & Jonathan Gresham et ne remportent pas les ROH World Tag Team Championship.
Le 25 décembre lors du dernier épisode de ROH TV de l'année, il perd un 10-Person Tag Team match avecBeer City Bruiser, Dak Draper, Dalton Castle et Tracy Williams contre son frère Jay,  PCO, John Walters, Brawler Milonas et Flip Gordon.

#### Débuts en solo et champion du monde de la ROH (2023-2024)
Le 31 mars 2023 à Supercard of Honor, il ne remporte pas le titre mondial Television, battu par Samoa Joe par soumission. 
Le 15 décembre à Final Battle, FTR et lui battent le Blackpool Combat Club (Jon Moxley, Bryan Danielson et Claudio Castagnoli) dans un Fight Without Honor match en la mémoire de son défunt frère.
Le 5 avril 2024 à Supercard of Honor, il devient le nouveau champion du monde de la ROH en battant Eddie Kingston et remporte le titre pour la première fois de sa carrière.
Le 26 juillet à Death Before Dishonor, il conserve son titre en battant Roderick Strong.
Le 12 octobre à WrestleDream, il conserve son titre en battant Chris Jericho. Onze soirs plus tard à Dynamite, il ne conserve pas sa ceinture, battu par son même adversaire dans un Ladder War match revanche, ce qui met fin à un règne de 201 jours.

### New Japan Pro-Wrestling (2016)

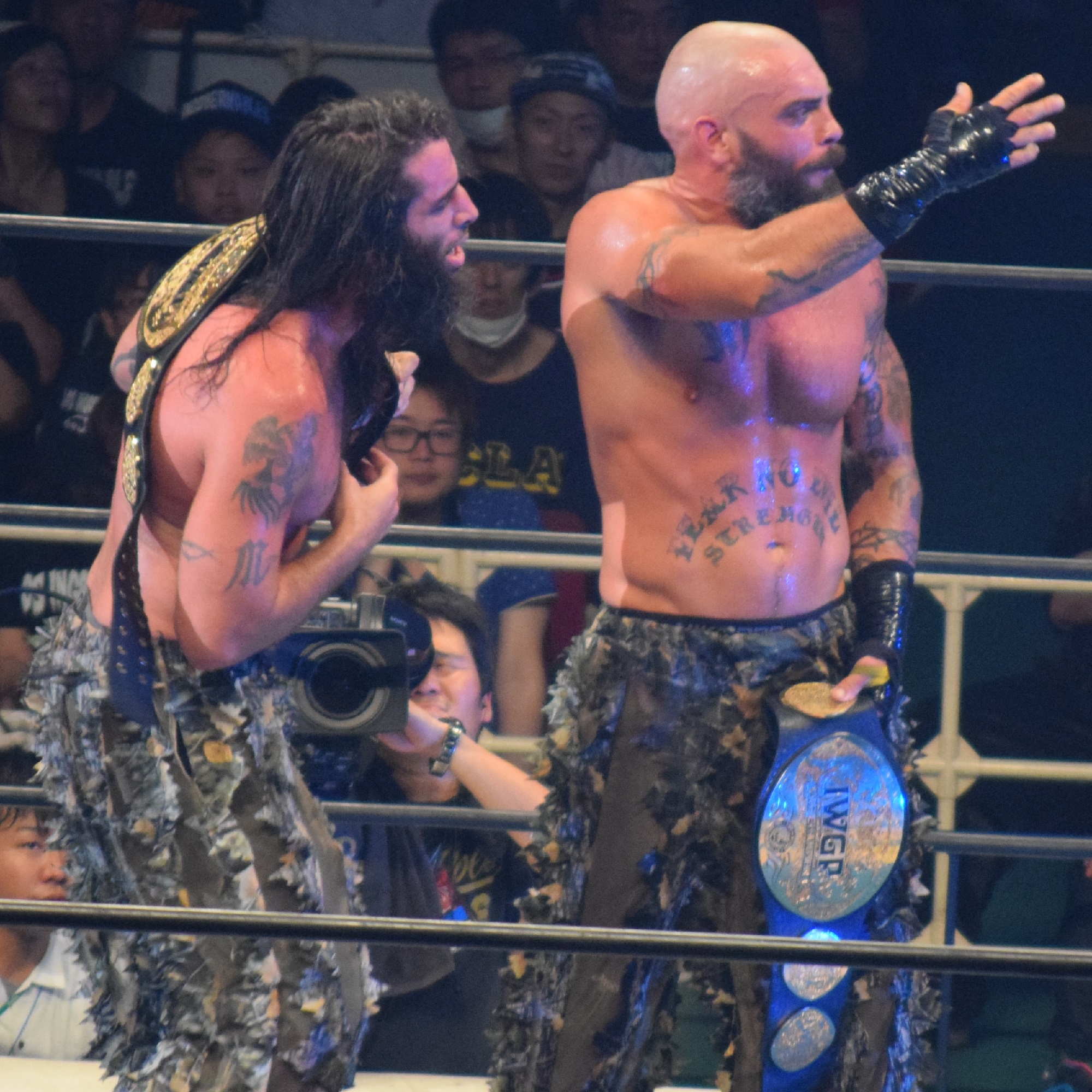
The Briscoe Brothers en tant que IWGP Tag Team Champions en juin 2016.

Le 4 janvier 2016 à Wrestle Kingdom 10, ils font leurs débuts à la New Japan Pro-Wrestling, disputent leur premier match aux côtés de Toru Yano et ensemble, les trois catcheurs deviennent les nouveaux champions par équipes de 3 poids-libres NEVER en battant le Bullet Club (Yujiro Takahashi, Bad Luck Fale et Tama Tonga) dans un 6-Man Tag Team match et remportent les titres pour la première fois de leurs carrières. Le 11 février à The New Beginning in Osaka 2016, ils ne conservent pas leurs ceintures, battus par leurs mêmes adversaires dans un match revanche, ce qui met fin à un règne de 38 jours. Trois soirs plus tard à The New Beginning in Niigata 2016, ils redeviennent champions par équipes de 3 poids-libres NEVER, pour la seconde fois, en prenant leur revanche sur leurs mêmes opposants. Le 20 février à  Honor Rising 2016, ils ne conservent pas leurs ceintures, rebattus par le Bullet Club (Kenny Omega et les Young Bucks), ce qui met fin à un règne de 6 jours. Le 19 juin à Dominion 6.19 in Osaka-jõ Hall, Jay et lui deviennent les nouveaux champions par équipes IWGP en battant Guerrillas of Destiny (Tama Tonga et Tanga Loa) et remportent les titres pour la première fois de leurs carrières. Le 12 août à G1 Climax, ils conservent leurs titres en battant le Bullet Club (Adam Page et Yujiro Takahashi). Le 22 septembre à Destruction in Hiroshima, ils conservent leurs titres en battant les Young Bucks.
Le 10 octobre à King of Pro-Wrestling, ils ne conservent pas leurs ceintures, battus par les Guerrillas of Destiny dans un match revanche, ce qui met fin à un règne de 112 jours.

### Retour à Impact Wrestling (2022)
Le 1er avril 2022 à Multiverse of Matches, ils font leur retour à Impact Wrestling, mais perdent face aux Good Brothers. Le 7 mai à Under Siege, ils deviennent les nouveaux champions du monde par équipes d'Impact en battant Violent by Design (Eric Young et Deaner) et remportent les titres pour la première fois de leurs carrières. Le 19 juin à Slammiversary, ils ne conservent pas leurs ceintures, rebattus par les Good Brothers, ce qui met fin à un règne de 43 jours.

### All Elite Wrestling (2023-...)
Le 15 février 2023 à Dynamite, il fait ses débuts à la All Elite Wrestling, dispute son premier match et bat Josh Woods. Le soir même, il signe officiellement avec la compagnie. Le 5 mars lors du pré-show à Revolution, les Lucha Brothers et lui battent Tony Nese, Ari Divari et son même adversaire dans un Trios match.
Le 21 avril 2024 à Dynasty, Adam Copeland, Eddie Kingston et lui perdent face à la House of Black dans la même stipulation.

## Palmarès
- Combat Zone Wrestling
  - 2 fois CZW Tag Team Champion avec Jay Briscoe

- Extreme Rising
  - Match of the Year (2012) avec Jay Briscoe vs. The Blk Out vs. Los Dramáticos
  - Extreme Rising Moment of the Year (2012) avec Jay Briscoe Debut dans un Cage match contre Blk Out et Los Fantásticos.
- Full Impact Pro
  - 1 fois FIP Tag Team Champion avec Jay Briscoe

- Game Changer Wrestling
  - 2 fois GCW Tag Team Champion avec Jay Briscoe

- House of Glory
  - 1 fois HOG Tag Team Champion avec Jay Briscoe (actuel)

- Impact Wrestling
  - 1 fois Impact World Tag Team Champion avec Jay Briscoe (actuel)

- Jersey Championship Wrestling
  - 1 fois JCW Light Heavyweight Champion

- National Wrestling Alliance
  - Crockett Cup (2022) avec Jay Briscoe

- New Japan Pro Wrestling
  - 1 fois IWGP Tag Team Championship avec Jay Briscoe
  - 2 fois NEVER Openweight 6-Man Tag Team Champion avec Jay Briscoe et Toru Yano

- NWA Wildside
  - 1 fois NWA Wildside Tag Team Champion avec Jay Briscoe

- Pro Wrestling NOAH
  - 1 fois GHC Junior Heavyweight Tag Team Champion avec Jay Briscoe

- Pro Wrestling Unplugged
  - 1 fois PWU Tag Team Champion avec Jay Briscoe

- Real Championship Wrestling
  - 1 fois RCW Tag Team Champion avec Jay Briscoe
  - RCW Tag Team Championship Tournament (2009) – avec Jay Briscoe
- Ring of Honor
  - 11 fois ROH World Tag Team Champion avec Jay Briscoe
  - 1 fois ROH World Six-Man Tag Team Champion avec Jay Briscoe et Bully Ray
  - Honor Rumble (2009 et 2013)

- Square Circle Wrestling
  - 1 fois 2CW Tag Team Champion avec Jay Briscoe

- USA Xtreme Wrestling
  - 1 fois UXW Tag Team Champions avec Jay Briscoe

## Récompenses des magazines
- Pro Wrestling Illustrated

| Année | 2006 | 2007 | 2008 | 2009 | 2010 | 2011 | 2012 | 2013 | 2014 | 2015 | 2016 | 2017 | 2018 | 2019 | 2020 | 2021 | 2022 | 2023 | 2024 |
| ----- | ---- | ---- | ---- | ---- | ---- | ---- | ---- | ---- | ---- | ---- | ---- | ---- | ---- | ---- | ---- | ---- | ---- | ---- | ---- |
| Rang  | 327  | 83   | 50   | 107  | 86   | 81   | 65   | 49   | 96   | 70   | 83   | 97   | 100  | 112  | 225  | 265  | 196  | 145  | 31   |

- Wrestling Observer Newsletter awards
  - Tag Team of the Year (2007)

- Wrestling Observer Newsletter

| # | Résultat | Adversaire                        | Évènement                   | Date           | Durée | Lieu           | Notes |
| - | -------- | --------------------------------- | --------------------------- | -------------- | ----- | -------------- | --- |
| 1 | Défaite  | FTR (Cash Wheeler et Dax Harwood) | ROH Supercard Of Honor 2022 | 1er avril 2022 | 27:25 | Garland, Texas | Il s'agit d'un match par équipe où il fait équipe avec son frére Jay Briscoe pour le Championnat du monde par équipe de la ROH dont ils détiennent les ceintures. |

## Vie privée
Il est actuellement en couple, marié à Brittany Pugh et papa de 7 enfants: 4 garçon et 3 filles. 
Le 18 janvier 2023, son frère, Jay, meurt dans un accident de voiture.